# Фалабелла
Фалабелла — порода коней, представники якої є найменшими кіньми у світі. Мініатюрні коні — це не поні в класичному розумінні, адже останні мають видозмінені пропорції голови та ніг відносно тіла, в той час як мініатюрні зберігають пропорції коней, так стверджують селекціонери цієї породи..

## Характеристики породи

### Проміри
Зріст коней породи фалабелла коливається від 40 до 75 см. А зріст рекордсмена, жеребця з кличкою Літл-Пампкін (англ. Little Pumpkin, що означає маленький гарбуз) — 35,5 см в холці. Вага коливається в межах 20-60 кг. Складені пропорційно, витончені. Мають тонкі ноги і маленькі копита. Будова тіла: досить велика голова, на одне або два ребра менше, ніж у інших порід коней.

### Масть
Обмежень щодо мастей в цій породі немає, тож це може бути будь-яка: гніда, ворона, руда, савраса, кремова (солова, булана, ізабелова), ірисова, ряба, чубара, чала, інші масті і їх комбінації.

Коні фалабелла різних мастей
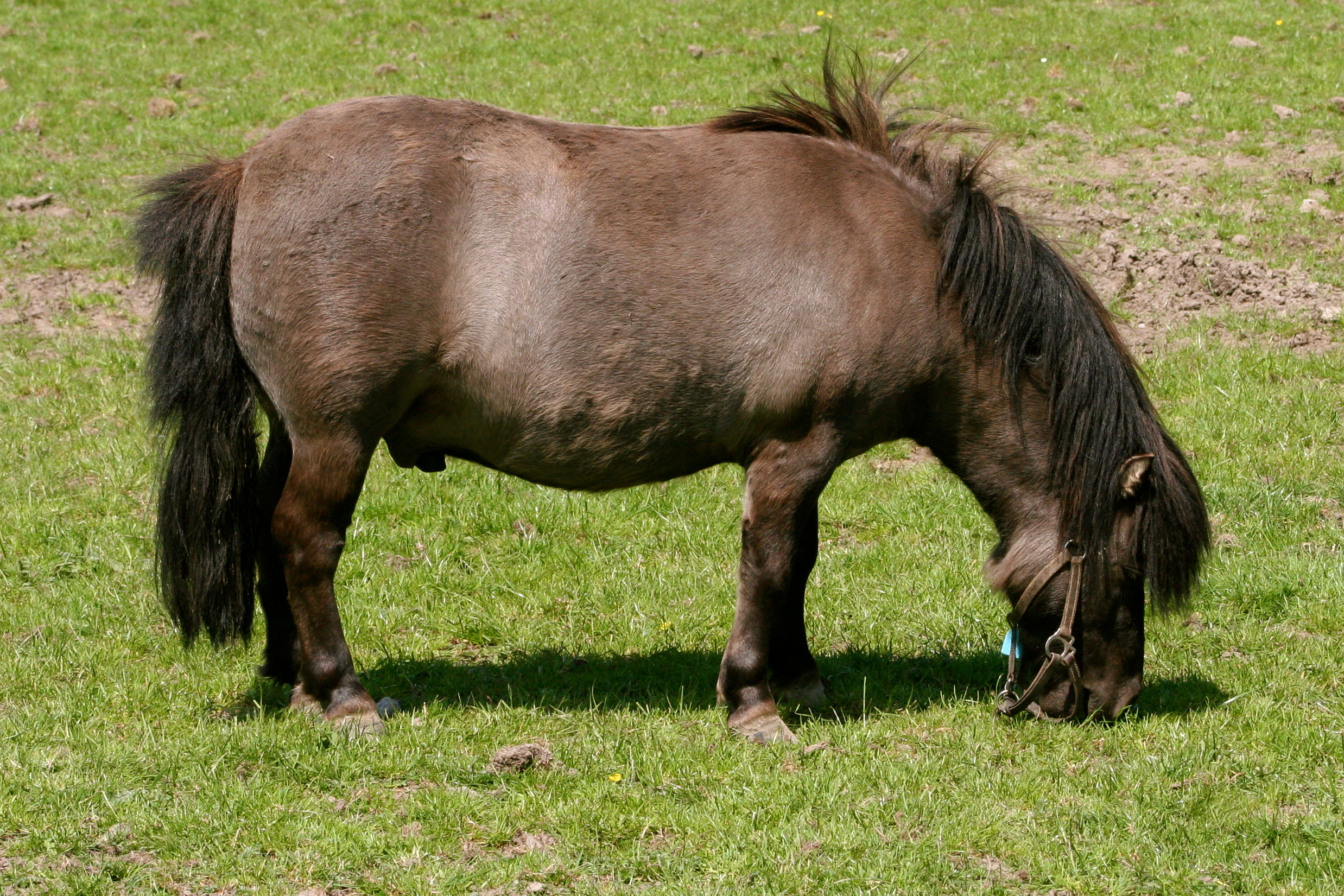
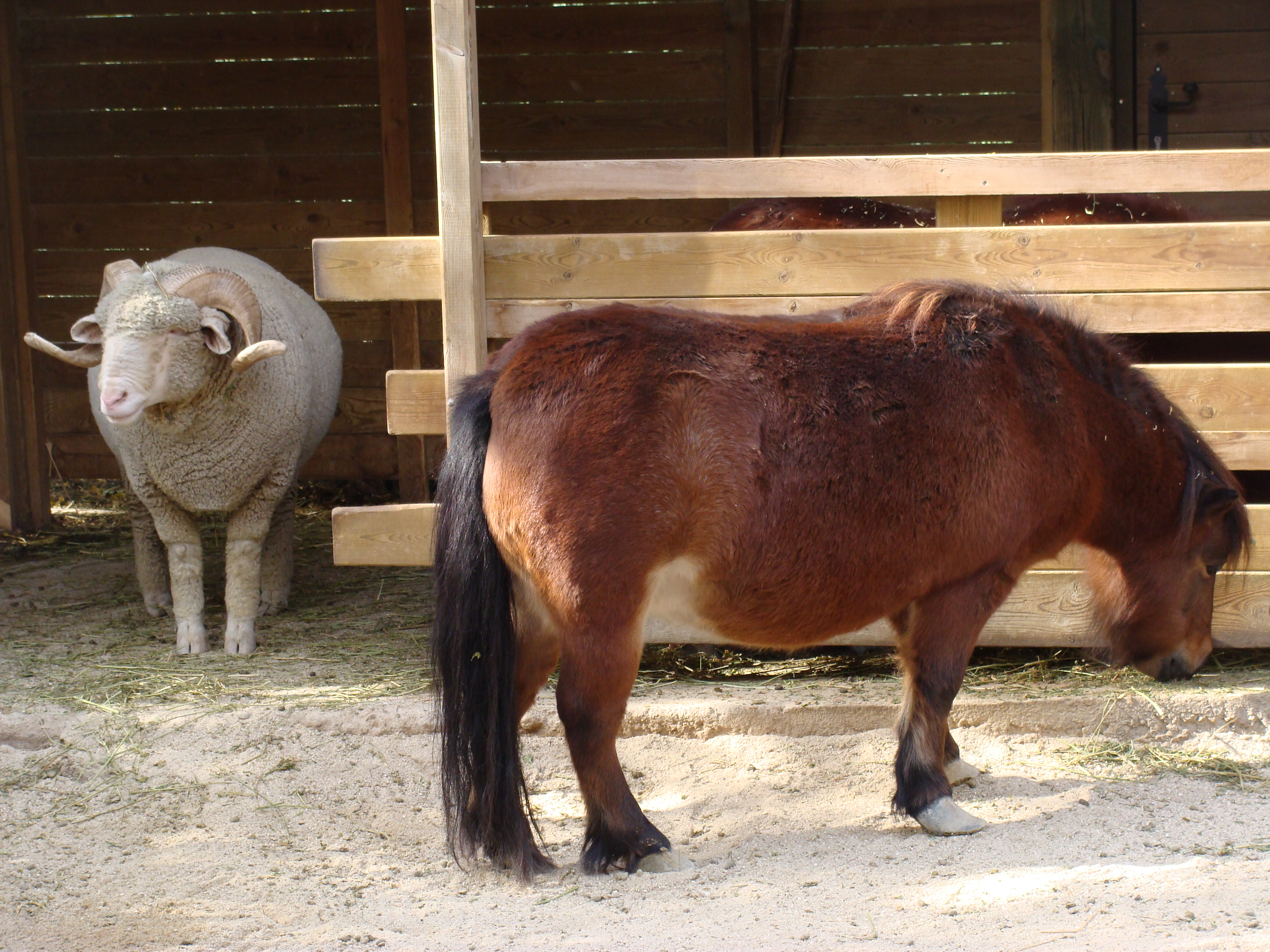
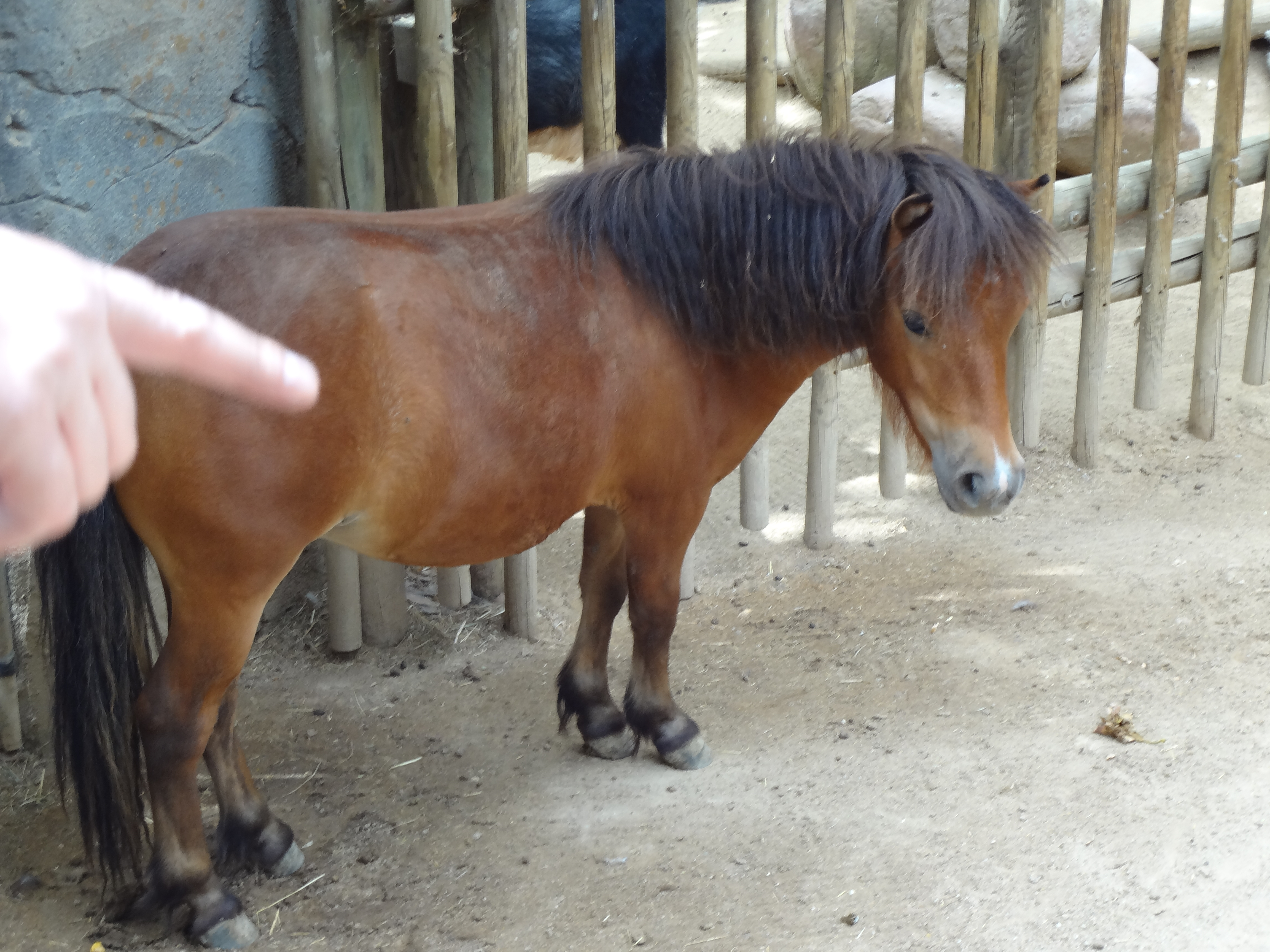
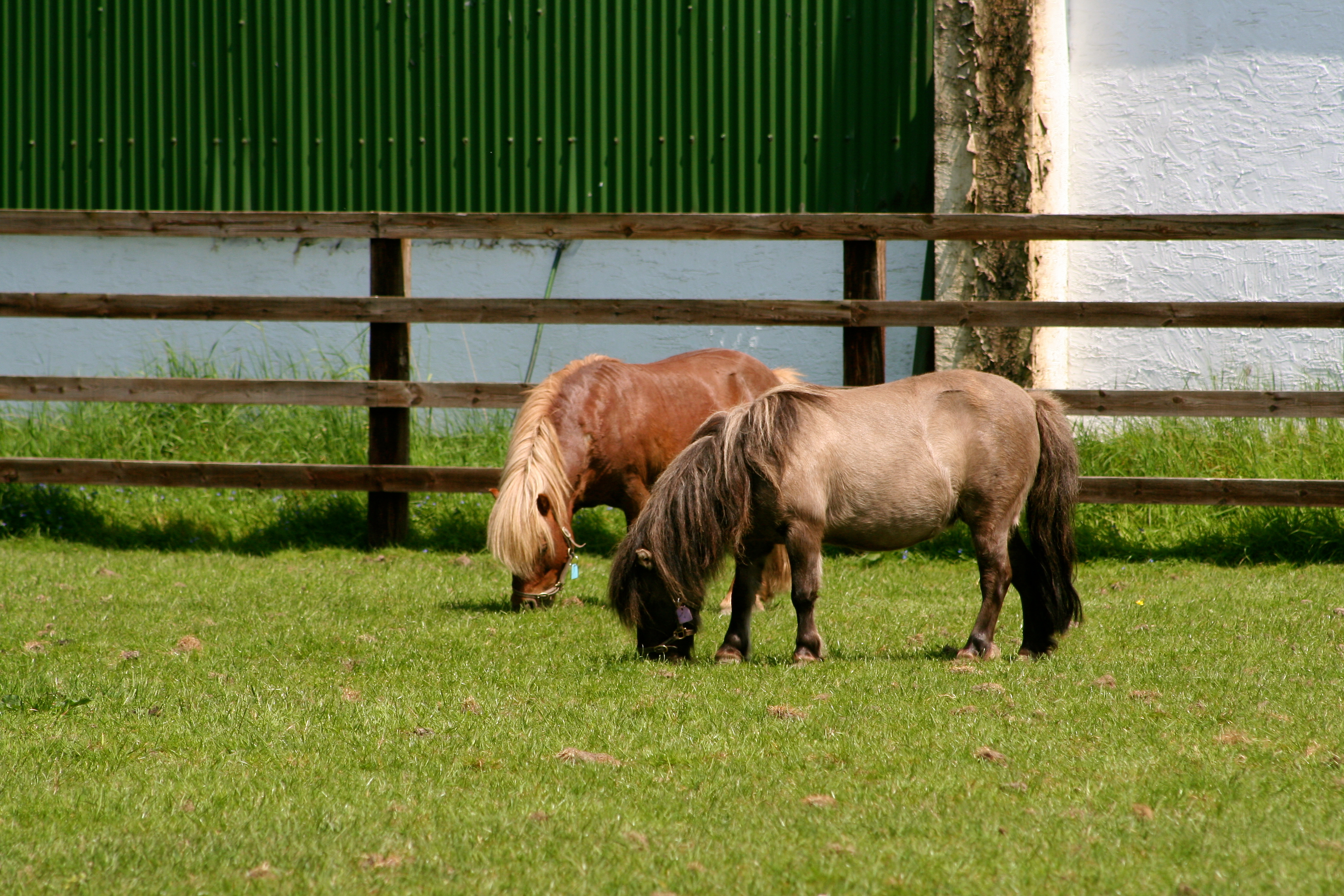

### Особливості
Особливість цих мініатюрних коней полягає в тому, що кожне їхнє нове покоління дає все дрібніших коней. Причина в тому, що міні коні фалабелли несуть в собі таку генетичну комбінацію, яка забезпечує зменшення розмірів потомства від будь-яких більших за розміром коней. Однак коні фалабелла є самостійною породою, результатом багаторічного розведення та відбору. Ціна на мініатюрного коня не менша, ніж на великого кровного коня, хоча вони є тільки декоративними. Проте мініатюрні коні широко поширилися в Америці, Європі, Австралії, Азії. Нині їх налічується кілька сотень голів.
Вихідним задумом було створення маленької конячки, а не маленького поні. Важко сказати, яку функцію мала виконувати ця порода, особливо враховуючи свій невеликий розмір і тісні родинні зв'язки між кіньми, відомі в біології як інбридинг. Однак, попри свій зріст, вона дуже сильна, і тому зараз використовується для легкої упряжі та верхової їзди дітей. У Фалабелла дуже добрий характер, вони розумні, добродушні і прекрасно підходять як декоративні коні й домашні улюбленці.
До того ж ще однією з особливостей можна віднести природжену стрибучість коней Фалабелла. Вони для власної забави легко долають різні перешкоди і скачуть по горбах і ямам.

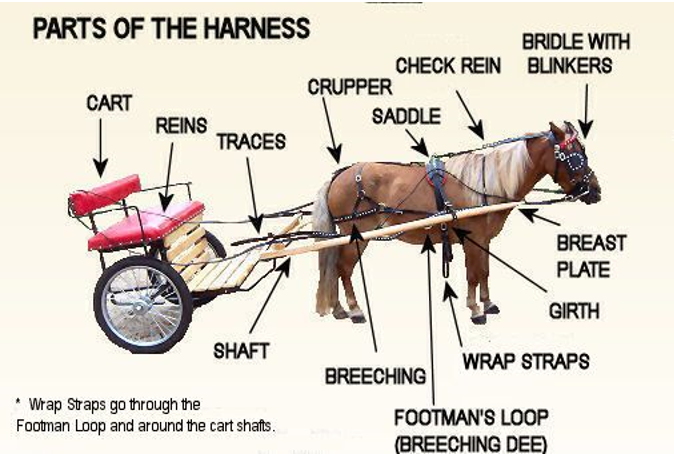
Упряж для мініатюрних коней.

## Історія
Фалабелла вивели в Аргентині в 19 столітті. Порода має назву на честь сім'ї Фалабелла, яка присвятила багато років розведенню цієї мініатюрної конячки на своєму ранчо, недалеко від Буенос-Айреса. Попри те, що породою займалася сім'я Фалабелла, ідея виведення мініатюрної конячки належала спочатку ірландцю Патріку Ньютоллу, який також жив у Аргентині. Він витратив роки, формуючи табун з маленьких коней висотою до 75 см, передавши потім своїх коней і досвід своєму зятю Жуану Фалабелла в 1879 р.
На сьогодні фалабелла та американські мініатюрні коні є породами найменших коней у світі.